# Janina Błachut
Janina Błachut (ur. 14 listopada 1951) – polska prawniczka, kryminolożka, profesor nauk prawnych, prodziekan ds. studiów prawniczych Wydziału Prawa i Administracji Uniwersytetu Jagiellońskiego w Krakowie w latach 2008–2016. Od 2012 członkini Rady Programowej Krajowej Szkoły Sądownictwa i Prokuratury oraz jej przewodnicząca w latach 2012–2016.

## Działalność naukowa
Studia prawnicze ukończyła na Wydziale Prawa i Administracji Uniwersytetu Jagiellońskiego w 1974. W latach 1974–1978 odbyła studia doktoranckie w Instytucie Nauk Prawnych PAN w Warszawie, czego następstwem było otrzymanie przezeń stopnia doktora w 1978. W 1988 uzyskała stopień naukowy doktor habilitowanej na podstawie dorobku naukowego oraz rozprawy pt.: Sądowy wymiar kary wobec kobiet. Od 23 lipca 2008 profesor nauk prawnych na podstawie książki „Problemy związane z pomiarem przestępczości” (2007).
Jej zainteresowania badawcze obejmują: kryminologiczne metody pomiaru przestępczości, problemy związanie z pomiarem przestępczości i statystyki kryminalne, politykę kryminalną, przestępczość kobiet, wiktymologię.
Stypendystka Fundacji Alexandra von Humboldta, a także członkini Rady Funduszu im. Jana Kochanowskiego i Komitetu Nauk Prawnych Polskiej Akademii Nauk. Wielokrotnie nagradzana za prace na rzecz Uniwersytetu Jagiellońskiego.
Pracuje w Katedrze Kryminologii na Wydziale Prawa i Administracji Uniwersytetu Jagiellońskiego. Promotorka rozpraw doktorskich: Tomasza Kozioła (2008) Magdaleny Grzyb (2015) oraz Marii Moulin-Stożek (2015).
W 2022 poświęcono jej księgę pamiątkową „Polityka kryminalna: między teorią a praktyką”.

## Działalność społeczna
W latach 2008–2016 pełniła funkcję prodziekan WPiA UJ ds. studiów prawniczych. W okresie 2012–2016 była członkinią stałej Senackiej Komisji do spraw Nauczania, a także członkinią Kapituły Nagrody Pro Arte Docendi. W okresie 2016–2020 była członkinią Senatu UJ.
W latach 2007–2019 była przewodniczącą Rady Funduszu im. Jana Kochanowskiego, natomiast w okresie 2016–2019 kuratorem Towarzystwa Biblioteki Słuchaczów Prawa UJ, natomiast w latach 2012–2016 członkini Komisji Dyscyplinarnej przy Radzie Głównej Ministra Nauki i Szkolnictwa Wyższego.
Od 2017 pełni funkcję członkini Rady Programowej Krajowej Szkoły Sądownictwa i Prokuratury. Od 2016 członkini Rady Naukowej czasopisma „Prokuratura i Prawo", natomiast od 2017 czasopisma „Kwartalnik Krajowej Szkoły Sądownictwa i Prokuratury”. Sekretarz (2003–2009) i wiceprezeska (2009–2015) Polskiego Towarzystwa Kryminologicznego im. prof. Stanisława Batawii.